# Silvorchis colorata
Silvorchis colorata är en orkidéart som beskrevs av Johannes Jacobus Smith. Silvorchis colorata ingår i släktet Silvorchis och familjen orkidéer. Inga underarter finns listade i Catalogue of Life.